# México lindo y querido Tour
México lindo y querido fue una gira musical de la banda mexicana Maná, la gira inició el 10 de junio de 2022 en Tijuana, México. La gira se realizó en simultáneo con La residencia, serie de conciertos realizada en Los Ángeles, Estados Unidos. Terminó el 6 de diciembre de 2024 en Ciudad de México

## Antecedentes
El 28 de abril de 2022, Maná anunció mediante un evento transmitido en su página oficial de Facebook, las primeras fechas de su gira nombrada "México lindo y querido."  Días después, el 4 de mayo se confirmó la presencia del grupo en el "Festival cordillera". El 5 de mayo se anunció oficialmente una nueva fecha para Monterrey debido a la gran demanda de su primer concierto. El 31 de mayo se confirmó la primera fecha para Puerto Rico, una semana después se abrió una segunda fecha.

## Lista de canciones
La siguiente lista de canciones está basada en sus presentaciones en Tijuana y Monterrey.
1. Como te deseo
2. De pies a cabeza
3. Labios compartidos
4. ¿Dónde jugarán los niños?
5. Mariposa traicionera
6. Corazón espinado
7. Vivir sin aire
8. Como un perro enloquecido
9. Me vale
10. Solo de guitarra
11. Solo de batería
12. Se me olvidó otra vez (acústico)
13. El reloj cucú
14. Bendita tu luz
15. Te lloré un río
16. Eres mi religión
17. En el muelle de San Blás
18. Oye mi amor
19. Clavado en un bar
20. Rayando el sol

## Fechas
| Fecha                    | Ciudad                     | País           | Recinto                            |
| ------------------------ | -------------------------- | -------------- | ---------------------------------- |
| México                   |                            |                |                                    |
| 10 de junio de 2022      | Tijuana                    | México         | Estadio caliente                   |
| 11 de junio de 2022      | Mexicali                   | México         | Estadio Nido de los Águilas        |
| 8 de julio de 2022       | Monterrey                  | México         | Estadio Banorte                    |
| 9 de julio de 2022       | Monterrey                  | México         | Estadio Banorte                    |
| 2 de agosto de 2022      | Oaxaca                     | México         | Auditorio Guelaguetza              |
| 5 de agosto de 2022      | San Luis Potosí            | México         | Teatro del pueblo                  |
| Sudamérica               |                            |                |                                    |
| 23 de septiembre de 2022 | Medellín                   | Colombia       | Estadio Atanasio Girardot          |
| 25 de septiembre de 2022 | Bogotá                     | Colombia       | Parque metropolitano Simón Bolívar |
| Caribe                   |                            |                |                                    |
| 1 de octubre de 2022     | San Juan                   | Puerto Rico    | Coliseo José Miguel Agrelot        |
| 2 de octubre de 2022     | San Juan                   | Puerto Rico    | Coliseo José Miguel Agrelot        |
| México                   |                            |                |                                    |
| 29 de octubre de 2022    | Guadalajara                | México         | Estadio Tres de Marzo              |
| 12 de noviembre de 2022  | Ciudad de México           | México         | Foro Sol                           |
| Estados Unidos           |                            |                |                                    |
| 17 de marzo de 2023      | San José                   | Estados Unidos | SAP Center                         |
| 18 de marzo de 2023      | Oakland                    | Estados Unidos | Oakland Arena                      |
| 24 de marzo de 2023      | Phoenix                    | Estados Unidos | Footprint Center                   |
| 25 de marzo de 2023      | Glendale                   | Estados Unidos | Desert Diamond Arena               |
| 30 de marzo de 2023      | Houston                    | Estados Unidos | Toyota Center                      |
| 1 de abril de 2023       | San Antonio                | Estados Unidos | AT&T Center                        |
| 14 de abril de 2023      | Miami                      | Estados Unidos | FTX Arena                          |
| 15 de abril de 2023      | Miami                      | Estados Unidos | FTX Arena                          |
| 21 de abril de 2023      | Washington D. C.           | Estados Unidos | Capital One Arena                  |
| 21 de abril de 2023      | Long Island                | Estados Unidos | UBS Arena                          |
| 28 de abril de 2023      | Chicago                    | Estados Unidos | United Center                      |
| 29 de abril de 2023      | Chicago                    | Estados Unidos | United Center                      |
| 5 de mayo de 2023        | Duluth                     | Estados Unidos | Gas South Arena                    |
| 6 de mayo de 2023        | Greensboro                 | Estados Unidos | Greensboro Coliseum Complex        |
| 2 de junio de 2023       | Seattle                    | Estados Unidos | Climate Pledge Arena               |
| 3 de junio de 2023       | Portland                   | Estados Unidos | Moda Center                        |
| 1 de septiembre de 2023  | Houston                    | Estados Unidos | Toyota Center                      |
| 2 de septiembre de 2023  | San Antonio                | Estados Unidos | AT&T Center                        |
| 8 de septiembre de 2023  | Dallas                     | Estados Unidos | American Airlines Center           |
| 9 de septiembre de 2023  | Dallas                     | Estados Unidos | American Airlines Center           |
| 16 de septiembre de 2023 | Glendale                   | Estados Unidos | Desert Diamond Arena               |
| 17 de septiembre de 2023 | Las Vegas                  | Estados Unidos | T-Mobile Arena                     |
| 22 de septiembre de 2023 | San José                   | Estados Unidos | San Jose Center                    |
| 23 de septiembre de 2023 | Sacramento                 | Estados Unidos | Golden 1 Center                    |
| 29 de septiembre de 2023 | Denver                     | Estados Unidos | Ball Arena                         |
| 1 de octubre de 2023     | Chicago                    | Estados Unidos | United Center                      |
| 21 de octubre de 2023    | Filadelfia                 | Estados Unidos | Wells Fargo Center                 |
| 22 de octubre de 2023    | Newark                     | Estados Unidos | Prudential Center                  |
| 28 de octubre de 2023    | Orlando                    | Estados Unidos | Amway Center                       |
| 31 de octubre de 2023    | Hollywood                  | Estados Unidos | Hard Rock Hotel & Casino           |
| 3 de noviembre de 2023   | Austin                     | Estados Unidos | Moody Center                       |
| 4 de noviembre de 2023   | Edinburg                   | Estados Unidos | Bert Ogden Arena                   |
| 22 de noviembre de 2023  | San Diego                  | Estados Unidos | Viejas Arena                       |
| 1 de diciembre de 2023   | Fresno                     | Estados Unidos | Save Mart Center                   |
| 2 de diciembre de 2023   | Los Ángeles                | Estados Unidos | Dodger Stadium                     |
| Sudamérica               |                            |                |                                    |
| 16 de febrero de 2024    | Asunción                   | Paraguay       | Estadio General Pablo Rojas        |
| 20 de febrero de 2024    | Buenos Aires               | Argentina      | Movistar Arena                     |
| 22 de febrero de 2024    | Buenos Aires               | Argentina      | Movistar Arena                     |
| 24 de febrero de 2024    | Buenos Aires               | Argentina      | Movistar Arena                     |
| 27 de febrero de 2024    | Viña del Mar               | Chile          | Anfiteatro de la Quinta Vergara    |
| 28 de febrero de 2024    | Santiago de Chile          | Chile          | Movistar Arena                     |
| 3 de marzo de 2024       | Buenos Aires               | Argentina      | Movistar Arena                     |
| 5 de marzo de 2024       | Buenos Aires               | Argentina      | Movistar Arena                     |
| México                   |                            |                |                                    |
| 17 de marzo de 2024      | Ciudad de México           | México         | Autódromo Hermanos Rodríguez       |
| 31 de marzo de 2024      | Monterrey                  | México         | Parque Fundidora                   |
| Sudamérica               |                            |                |                                    |
| 10 de abril de 2024      | Bogotá                     | Colombia       | Movistar Arena                     |
| 12 de abril de 2024      | Bogotá                     | Colombia       | Movistar Arena                     |
| 13 de abril de 2024      | Bogotá                     | Colombia       | Movistar Arena                     |
| 17 de abril de 2024      | Lima                       | Perú           | Estadio Nacional                   |
| 20 de abril de 2024      | Quito                      | Ecuador        | Estadio Atahualpa                  |
| Centroamérica            |                            |                |                                    |
| 23 de abril de 2024      | Ciudad de Panamá           | Panamá         | Estadio Nacional Rod Carew         |
| 25 de abril de 2024      | San Salvador               | El Salvador    | Estadio Jorge Gonzalez             |
| 27 de abril de 2024      | Ciudad de Guatemala        | Guatemala      | Explanada Cardales de Cayala       |
| Europa                   |                            |                |                                    |
| 9 de junio de 2024       | Barcelona                  | España         | Palau Sant Jordi                   |
| 13 de junio de 2024      | Valencia                   | España         | Marina Sur                         |
| 15 de junio de 2024      | Murcia                     | España         | Plaza de Toros La Condomina        |
| 19 de junio de 2024      | Granada                    | España         | Plaza de Toros de Granada          |
| 22 de junio de 2024      | Fuengirola                 | España         | Marenostrum                        |
| 27 de junio de 2024      | La Coruña                  | España         | Coliseum                           |
| 29 de junio de 2024      | Bilbao                     | España         | Bizkaia Arena BEC!                 |
| 3 de julio de 2024       | Madrid                     | España         | WiZink Center                      |
| 4 de julio de 2024       | Madrid                     | España         | WiZink Center                      |
| 6 de julio de 2024       | Las Palmas de Gran Canaria | España         | Granca Live Fest                   |
| 11 de julio de 2024      | Chiclana de la Frontera    | España         |                                    |
| 13 de julio de 2024      | Londres                    | Reino Unido    | OVO Arena Wembley                  |
| México                   |                            |                |                                    |
| 10 de octubre de 2024    | Ciudad de México           | México         | Auditorio Nacional                 |
| 11 de octubre de 2024    | Ciudad de México           | México         | Auditorio Nacional                 |
| 13 de octubre de 2024    | Ciudad de México           | México         | Auditorio Nacional                 |
| 19 de octubre de 2024    | Tijuana                    | México         | Plaza Monumental                   |
| 24 de octubre de 2024    | Querétaro                  | México         | Autódromo de Querétaro             |
| 26 de octubre de 2024    | León                       | México         | Explanada de la feria              |
| 7 de noviembre de 2024   | Mérida                     | México         | Foro GNP Seguros                   |
| 9 de noviembre de 2024   | Tuxtla Gutiérrez           | México         | Estadio Víctor Manuel Reyna        |
| 14 de noviembre de 2024  | Ciudad Juárez              | México         | Estadio Juárez Vive                |
| 16 de noviembre de 2024  | Monterrey                  | México         | Arena Monterrey                    |
| 17 de noviembre de 2024  | Monterrey                  | México         | Arena Monterrey                    |
| 23 de noviembre de 2024  | Puebla                     | México         | Foro Cholula                       |
| 29 de noviembre de 2024  | Guadalajara                | México         | Estadio Tres de Marzo              |
| 30 de noviembre de 2024  | Guadalajara                | México         | Estadio Tres de Marzo              |
| 6 de diciembre de 2024   | Ciudad de México           | México         | Palacio de los Deportes            |

## Maná: la residencia
En noviembre de 2021, los integrantes de Maná anunciaron la primera gira de residencia de Los Ángles, siendo The Forum el lugar elegido para llevar a cabo esta serie de conciertos.
| Fecha                    | Ciudad      | País           | Recinto   |
| ------------------------ | ----------- | -------------- | --------- |
| Latinoamerica            |             |                |           |
| 18 de marzo de 2022      | Los Ángeles | Estados Unidos | The Forum |
| 19 de marzo de 2022      | Los Ángeles | Estados Unidos | The Forum |
| 22 de abril de 2022      | Los Ángeles | Estados Unidos | The Forum |
| 23 de abril de 2022      | Los Ángeles | Estados Unidos | The Forum |
| 24 de junio de 2022      | Los Ángeles | Estados Unidos | The Forum |
| 25 de junio de 2022      | Los Ángeles | Estados Unidos | The Forum |
| 15 de julio de 2022      | Los Ángeles | Estados Unidos | The Forum |
| 16 de julio de 2022      | Los Ángeles | Estados Unidos | The Forum |
| 16 de septiembre de 2022 | Los Ángeles | Estados Unidos | The Forum |
| 17 de septiembre de 2022 | Los Ángeles | Estados Unidos | The Forum |
| 21 de octubre de 2022    | Los Ángeles | Estados Unidos | The Forum |
| 22 de octubre de 2022    | Los Ángeles | Estados Unidos | The Forum |
| 26 de mayo de 2023       | Los Ángeles | Estados Unidos | The Forum |
| 27 de mayo de 2023       | Los Ángeles | Estados Unidos | The Forum |
| 24 de noviembre de 2023  | Los Ángeles | Estados Unidos | The Forum |
| 25 de noviembre de 2023  | Los Ángeles | Estados Unidos | The Forum |

## referencias
1. ↑  «Anuncio de la gira #ManaMexico2022 desde el World Trade Center de la Ciudad de México.». Facebook. Consultado el 11 de julio de 2022.
2. ↑  «Festival Cordillera: Esta es la programación por días». Caracol Radio. Consultado el 11 de julio de 2022.
3. ↑  «MANÁ México Lindo y Querido ¡DOS NOCHES en Monterrey!». Prensa Ocesa. Consultado el 11 de julio de 2022.
4. ↑  «Regresa Maná a Puerto Rico». Prensa Ocesa. Consultado el 11 de julio de 2022.
5. ↑  «Maná tendrá una segunda función». Prensa Ocesa. Consultado el 11 de julio de 2022.
6. ↑  «Maná Setlist at Estadio Caliente, Tijuana, Mexico». setlist.fm (en inglés). Consultado el 11 de julio de 2022.
7. ↑  «Maná Setlist at Estadio Banorte, Monterrey, Mexico». setlist.fm (en inglés). Consultado el 11 de julio de 2022.
8. ↑  «Maná anuncia residencia en el Forum de Los Ángeles en el 2022». Los Angeles Times.

- Datos: Q115618706